# り

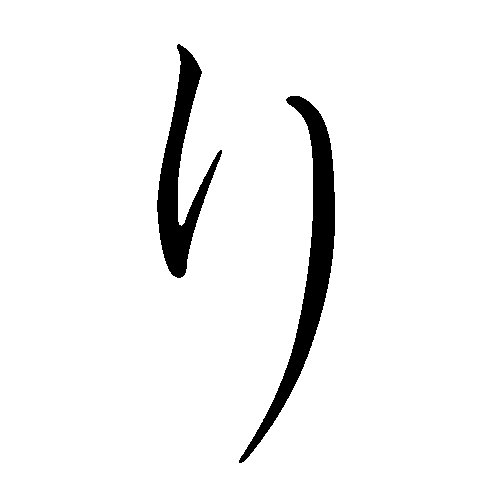
平假名り（清音）

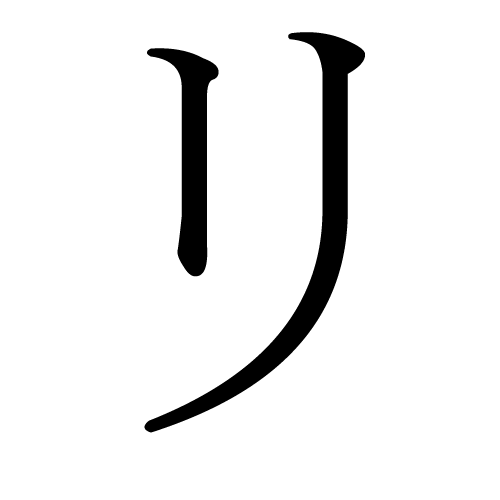
片假名リ（清音）

平假名り和片假名リ是日语的假名之一，由一个音节组成。在日语五十音图中排第9行第2个（ら行い段）的位置。

## 筆劃順序

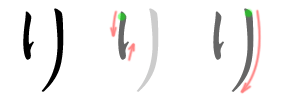
平假名り的筆劃順序

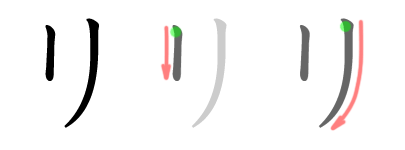
片假名リ的筆劃順序

## 關於り和リ
| 現代日語發音     | 由1個子音和1個母音形成／ɺi／音    |
| 五十音顺序       | 第40位                            |
| 伊吕波顺序       | 第9位，「ち」之后、「ぬ」之前     |
| 平假名「り」字源 | 「利」字偏旁的草書                |
| 片假名「リ」字源 | 「利」字的偏旁                    |
| 日语罗马字       | 平文式罗马字：ri 训令式罗马字：ri |
| 点字：           | \| －● ●● —— \|                   |
| 通话表           | 「りんごのリ」                    |
| 摩尔斯电码       | ——・                              |
| －● ●● ——        |                                   |